# Kwaśna Polanka
Kwaśna Polanka – polana na północno-zachodniej grani Grzesia w słowackich Tatrach Zachodnich. Jest to niewielka polanka położona na północnej, opadającej do Dolinki Kwaśnej stronie grzbietu, pomiędzy polaną Kasne i Czołem. Po utworzeniu TANAP-u i zniesieniu pasterstwa polanka skazana jest na samorzutne zarośnięcie lasem, nie prowadzi się tutaj bowiem zabiegów ochrony czynnej. Przez polankę prowadzi szlak turystyczny.

## Szlaki turystyczne
Zwierówka – Przełęcz pod Osobitą – Grześ:
- Czas przejścia ze Zwierówki na Przełęcz pod Osobitą: 2:05 h, ↓ 1:30 h
- Czas przejścia z przełęczy na Grzesia: 2 h, ↓ 1:50 h